# David López-Zubero
David López-Zubero Purcell (* 11. Februar 1959 in Jacksonville, Florida) ist ein ehemaliger spanischer Schwimmer. Er nahm dreimal an Olympischen Spielen teil und konnte bei den Olympischen Spielen 1980 in Moskau die Bronzemedaille über 100 m Schmetterling gewinnen. Bei den Europameisterschaften 1983 gewann er eine Silbermedaille. Hinzu kamen bei Mittelmeerspielen vier Gold-, drei Silber- und vier Bronzemedaillen.

## Karriere
David López-Zubero schwamm für den Club Natación Metropole in Las Palmas de Gran Canaria.
Seine internationale Karriere begann bei den Mittelmeerspielen 1975 in Algier. Über 400 Meter Freistil schlug er als Vierter an. Über 200 Meter Lagen wurde er Dritter hinter seinem Landsmann Santiago Esteva und dem Italiener Lorenzo Marugo. 1976 trat López-Zubero bei den Olympischen Spielen in Montreal über 200 Meter und 400 Meter Freistil und mit der 4-mal-200-Meter-Staffel an, seine beste Platzierung war der 12. Rang mit der Staffel. Zwei Jahre später bei den Weltmeisterschaften 1978 in West-Berlin wurde er dreimal Elfter: Über 100 Meter Freistil, über 200 Meter Lagen und mit der 4-mal-200-Meter-Freistilstaffel. Bei den Mittelmeerspielen 1979 in Split wurde Lopez-Zubero über 100 Meter Freistil Zweiter hinter dem Italiener Marcello Guarducci und gewann über 200 Meter Freistil. Über 100 Meter Schmetterling siegte López-Zubero und über 200 Meter Schmetterling wurde er Vierter. Hinzu kamen zwei Bronzemedaillen mit der 4-mal-200-Meter-Freistilstaffel und mit der 4-mal-100-Meter-Lagenstaffel.
Bei den olympischen Schwimmwettbewerben 1980 in Moskau trat López-Zubero in fünf Disziplinen an. Zunächst verfehlte er als Neunter der Vorläufe über 200 Meter Freistil den Endlauf um 0,18 Sekunden. Im Wettbewerb über 100 Meter Schmetterling schwamm im Vorlauf der Schwede Pär Arvidsson die beste Zeit vor López-Zubero. Im Halbfinale war der Niederländer Cees Vervoorn der Schnellste vor Arvidsson und López-Zubero. Den Endlauf gewann Arvidsson vor Roger Pyttel aus der DDR. López-Zubero erkämpfte die Bronzemedaille mit 0,12 Sekunden Vorsprung auf Vervoorn. Die 4-mal-200-Meter-Freistilstaffel verfehlte als Vorlaufzehnte genauso den Endlauf wie die 4-mal-100-Meter-Lagenstaffel als Vorlaufneunte. Schließlich erreichte López-Zubero über 100 Meter Freistil das Halbfinale und schied dann als Elfter aus.
1981 bei den Europameisterschaften in Split belegte López-Zubero sowohl über 100 Meter Schmetterling als auch über 200 Meter Lagen den fünften Platz. Im Jahr darauf trat er bei den Weltmeisterschaften 1982 in Guayaquil in zwei Einzeldisziplinen und allen drei Staffeln an. Nur über 100 Meter Schmetterling erreichte er den Endlauf und wurde Achter. 1983 bei den Europameisterschaften in Rom siegte über 100 Meter Schmetterling der Deutsche Michael Groß. López-Zubero wurde mit 0,77 Sekunden Rückstand Zweiter und hatte dabei 0,04 Sekunden Vorsprung vor Alexei Markowski aus der Sowjetunion. Bei den Mittelmeerspielen 1983 in Casablanca siegte López-Zubero über 100 Meter Schmetterling und über 200 Meter Lagen. Hinzu kamen Silbermedaillen mit der 4-mal-200-Meter-Freistilstaffel und mit der Lagenstaffel sowie Bronze mit der 4-mal-100-Meter-Freistilstaffel. Bei den Olympischen Spielen 1984 in Los Angeles erreichte López-Zubero das B-Finale über 100 Meter Schmetterling und belegte den 12. Platz in der Gesamtwertung. Die spanische 4-mal-200-Meter-Freistilstaffel schied als elftschnellste Staffel der Vorläufe aus.
Davids jüngerer Bruder Martin war erfolgreicher als er und gewann unter anderem bei den Olympischen Spielen 1992 in Barcelona die Goldmedaille über 200 m Rücken. Auch seine Schwester Julia war als Schwimmerin aktiv und trat bei den Weltmeisterschaften 1978 an.